# Gheorghe Bibescu
Gheorghe Bibescu (Craiova, 26 aprile 1804 – Parigi, 1º giugno 1873) è stato un nobile rumeno.
Nel 1842 succedette ad Alexandru II Ghica come gospodaro di Valacchia; nel 1846 abolì le dogane tra Valacchia e Moldavia.
Nel 1848 fu costretto da una rivoluzione a fuggire a Parigi e ad abdicare.

## Carriera politica
Nato a Craiova come il primo figlio di Dimitrie Bibescu, un membro della famiglia dei boiardi Bibescu, ha studiato legge a Parigi. Dopo il suo ritorno in Valacchia, fu eletto deputato nell'Assemblea pubblica straordinaria, il foro legislativo istituito dai sorveglianti imperiali russi alla fine della guerra russo-turca del 1828-1829, in rappresentanza della contea di Dolj durante l'amministrazione Pavel Kiseleff. 
Successivamente ha ricoperto diversi incarichi, tra cui quello di Segretario di Stato. Prima della sua elezione a hospodar, era visto come un oppositore del suo predecessore, Alexandru II Ghica.

## Hospodar della Valacchia
Il 1º gennaio 1843 si tenevano in Valacchia le prime (e uniche) elezioni condotte in conformità allo Statuto Organico; questi erano stati eseguiti da un'assemblea rappresentativa, ed erano stati sollecitati dagli abusi di Ghica.
Di molti candidati, Bibescu e suo fratello maggiore, Barbu Ştirbei, erano le scelte più popolari con la Russia imperiale. Bibescu fu eletto hospodar, sostenuto sia dai boiardi conservatori che dai giovani liberali. Uno dei suoi primi gesti in carica è stato quello di concedere la grazia ai radicali che avevano cospirato contro Ghica (inclusi Mitică Filipescu e Nicolae Bălcescu). Bibescu non ha cambiato il governo subito dopo le elezioni, poiché era composto principalmente dagli avversari politici di Ghica. Tuttavia, i suoi rapporti con l'Assemblea pubblica hanno iniziato a deteriorarsi a causa di disaccordi su diversi progetti legislativi.